# Villanueva de la Vera (kommun)
Villanueva de la Vera är en kommun i Spanien.   Den ligger i provinsen Provincia de Cáceres och regionen Extremadura, i den centrala delen av landet, 150 km väster om huvudstaden Madrid. Antalet invånare är 2 147.